# Florin Périer
Florin Périer (1605 - 23 de fevereiro de 1672 no Castelo de Bien Assis perto de Clermont-Ferrand) era cunhado de Blaise Pascal e advogado em Clermont-Ferrand.

## Vida
Périer, cujo pai era funcionário da cidade de Clermont-Ferrand, era jurista e advogado (conselheiro) no Tribunal Supremo de Impostos (Cours des Aides) em Clermont-Ferrand, onde o pai de Blaise Pascal, Étienne Pascal, também era juiz, e casou-se a partir de 13 de junho de 1641 em Rouen, a irmã mais velha Gilberte (1620-1687) de Pascal, que também era seu primo.
Em setembro de 1648 ele realizou experimentos sobre a pressão atmosférica e sua variação com a altitude usando um barômetro de acordo com os regulamentos da carta de Pascal no Puy de Dôme (ver vazio no vazio ).
Pascal estava intimamente ligado à família e os visitou várias vezes em Clermont-Ferrand (1649, 1650, 1652, 1653, 1660). Em 1652, Florin Périer comprou o castelo e a propriedade associada de Bien-Assis por 32 000 libras de Antoine Malet, Seigneur de Vandègre. Gilberte foi administradora da propriedade de Pascal e publicou os Pensamentos de Pascal em 1670 com seu marido Florin.
Ele era o pai de Marguerite Périer. Ele também teve outros cinco filhos com Gilberte (Étienne, Blaise, Marie, Louise, Jacqueline). Como sua esposa, ele foi mais tarde um jansenista.